# Sergio Casal
Sergio Casal (Barcelona, 8 de septiembre de 1962) es un extenista profesional español.

## Torneos de Grand Slam

### Campeón Dobles (2)
| Año  | Torneo        | Pareja                 | Oponentes en la final       | Resultado  |
| 1988 | US Open       | Emilio Sánchez Vicario | Rick Leach Jim Pugh         | walkover   |
| 1990 | Roland Garros | Emilio Sánchez Vicario | Goran Ivanišević Petr Korda | 6-0 7-6(2) |

### Finalista Dobles (1)
| Año  | Torneo    | Pareja                 | Oponentes en la final   | Resultado                 |
| 1987 | Wimbledon | Emilio Sánchez Vicario | Ken Flach Robert Seguso | 6-3 7-6(6) 6-7(3) 1-6 4-6 |

### Campeón Dobles Mixto (1)
| Año  | Torneo  | Pareja         | Oponentes en la final             | Resultado |
| 1986 | US Open | Rafaella Reggi | Martina Navratilova Peter Fleming | 6-4 6-4   |

## Títulos (48)
Solo se tienen en cuenta los títulos ATP. Los challenger, futures y otros torneos menores no forman parte de este recuento.

### Individuales (1)
| Leyenda                |
| Grand Slam (0)         |
| Tennis Masters Cup (0) |
| ATP Masters Series (0) |
| ATP Tour (1)           |

| N.º | Fecha              | Torneo    | Superficie    | Oponente en la final | Resultado   |
| --- | ------------------ | --------- | ------------- | -------------------- | ----------- |
| 1.  | 20 de mayo de 1985 | Florencia | Tierra batida | Jimmy Arias          | 3-6 6-3 6-2 |

### Finalista en Individuales (2)
- 1983:
  - ATP de Aix-en-Provence pierde ante Mats Wilander por 3-6 2-6 sobre tierra batida.
- 1986:
  - ATP de París Indoor pierde ante Boris Becker por 4-6 3-6 6-7 sobre carpeta.

### Clasificación en torneos del Grand Slam
| Torneo               | 1989 | 1988 | 1987 | 1986 | 1985 | 1984 | 1983 | 1982 | Títulos |
| -------------------- | ---- | ---- | ---- | ---- | ---- | ---- | ---- | ---- | ------- |
| Abierto de Australia | -    | -    | -    | -    | -    | -    | -    | -    | 0       |
| Roland Garros        | 1r   | 1r   | 2r   | 2r   | -    | 1r   | 2r   | 1r   | 0       |
| Wimbledon            | -    | 1r   | 1r   | 1r   | -    | -    | 2r   | 1r   | 0       |
| US Open              | -    | 1r   | 1r   | 3r   | -    | -    | -    | -    | 0       |
| Tennis Masters Cup   | -    | -    | -    | -    | -    | -    | -    | -    | 0       |

### Dobles (47)
| Leyenda                |
| Grand Slam (2)         |
| Tennis Masters Cup (0) |
| ATP Masters Series (3) |
| ATP Tour (42)          |

| N.º | Fecha                    | Torneo            | Superficie    | Pareja                 | Oponentes en la final                    | Resultado           |
| --- | ------------------------ | ----------------- | ------------- | ---------------------- | ---------------------------------------- | ------------------- |
| 1.  | 5 de agosto de 1985      | Kitzbühel         | Tierra batida | Emilio Sánchez Vicario | Paolo Cane Claudio Panatta               | 1-6 6-4 6-0         |
| 2.  | 16 de septiembre de 1985 | Ginebra           | Tierra batida | Emilio Sánchez Vicario | Carlos Kirmayr Cassio Motta              | 6-3 6-3             |
| 3.  | 23 de septiembre de 1985 | Barcelona         | Tierra batida | Emilio Sánchez Vicario | Jan Gunnarsson Michael Mortensen         | 6-3 6-3             |
| 4.  | 5 de mayo de 1986        | Múnich            | Tierra batida | Emilio Sánchez Vicario | Broderick Dyke Wally Masur               | 6-3 4-6 6-4         |
| 5.  | 19 de mayo de 1986       | Florencia         | Tierra batida | Emilio Sánchez Vicario | Mike De Palmer Gary Donnelly             | 6-0 0-6 6-0         |
| 6.  | 7 de julio de 1986       | Gstaad            | Tierra batida | Emilio Sánchez Vicario | Stefan Edberg Joakim Nystrom             | 1-6 6-0 6-1         |
| 7.  | 21 de julio de 1986      | Båstad            | Tierra batida | Emilio Sánchez Vicario | Craig Campbell Joey Rive                 | 6-4 6-2             |
| 8.  | 15 de septiembre de 1986 | Hamburgo          | Tierra batida | Emilio Sánchez Vicario | Boris Becker Eric Jelen                  | 6-4 6-1 0-6 0-6 6-0 |
| 9.  | 8 de febrero de 1987     | Filadelfia        | Moqueta       | Emilio Sánchez Vicario | Christo Steyn Danie Visser               | 3-6 6-1 7-6 6-0     |
| 10. | 13 de abril de 1987      | Niza              | Tierra batida | Emilio Sánchez Vicario | Claudio Mezzadri Gianni Ocleppo          | 6-4 6-3             |
| 11. | 8 de junio de 1987       | Bolonia           | Tierra batida | Emilio Sánchez Vicario | Claudio Panatta Blaine Willenborg        | 6-3 6-2             |
| 12. | 8 de junio de 1987       | Burdeos           | Tierra batida | Emilio Sánchez Vicario | Darren Cahill Mark Woodforde             | 6-3 6-3             |
| 13. | 8 de junio de 1987       | Kitzbühel         | Tierra batida | Emilio Sánchez Vicario | Miloslav Mečíř Tomáš Šmíd                | 7-6 7-6             |
| 14. | 16 de noviembre de 1987  | Buenos Aires      | Tierra batida | Tomás Carbonell        | Jay Berger Horacio de la Peña            | W/O                 |
| 15. | 23 de noviembre de 1987  | Itaparica         | Tierra batida | Emilio Sánchez Vicario | Jorge Lozano Diego Pérez                 | 6-2 6-2             |
| 16. | 11 de abril de 1988      | Madrid            | Tierra batida | Emilio Sánchez Vicario | Jason Stoltenberg Todd Woodbridge        | 6-7 7-6 6-3         |
| 17. | 18 de abril de 1988      | Montecarlo        | Tierra batida | Emilio Sánchez Vicario | Henri Leconte Ivan Lendl                 | 6-0 6-3             |
| 18. | 18 de abril de 1988      | Stuttgart Outdoor | Tierra batida | Emilio Sánchez Vicario | Anders Järryd Michael Mortensen          | 4-6 6-3 6-4         |
| 19. | 25 de julio de 1988      | Hilversum         | Tierra batida | Emilio Sánchez Vicario | Magnus Gustafsson Guillermo Pérez-Roldan | 7-6 6-3             |
| 20. | 1 de agosto de 1988      | Kitzbühel         | Tierra batida | Emilio Sánchez Vicario | Joakim Nystrom Claudio Panatta           | 6-4 7-6             |
| 21. | 29 de agosto de 1988     | US Open           | Dura          | Emilio Sánchez Vicario | Rick Leach Jim Pugh                      | W/O                 |
| 22. | 12 de septiembre de 1988 | Barcelona         | Tierra batida | Emilio Sánchez Vicario | Claudio Mezzadri Diego Pérez             | 6-4 6-3             |
| 23. | 21 de noviembre de 1988  | Itaparica         | Dura          | Emilio Sánchez Vicario | Jorge Lozano Todd Witsken                | 7-6 7-6             |
| 24. | 12 de junio de 1989      | Bolonia           | Tierra batida | Javier Sánchez Vicario | Tomas Nydahl Jorgen Windahl              | 6-2 6-3             |
| 25. | 2 de abril de 1990       | Estoril           | Tierra batida | Emilio Sánchez Vicario | Omar Camporese Paolo Cane                | 7-5 4-6 7-5         |
| 26. | 14 de mayo de 1990       | Roma TMS          | Tierra batida | Emilio Sánchez Vicario | Jim Courier Martin Davis                 | 7-6 7-5             |
| 27. | 28 de mayo de 1990       | Roland Garros     | Tierra batida | Emilio Sánchez Vicario | Goran Ivanišević Petr Korda              | 7-5 6-3             |
| 28. | 9 de julio de 1990       | Gstaad            | Tierra batida | Emilio Sánchez Vicario | Omar Camporese Javier Sánchez Vicario    | 6-3 3-6 7-5         |
| 29. | 23 de julio de 1990      | Hilversum         | Tierra batida | Emilio Sánchez Vicario | Paul Haarhuis Mark Koevermans            | 7-5 7-5             |
| 30. | 24 de septiembre de 1990 | Palermo           | Tierra batida | Emilio Sánchez Vicario | Carlos Costa Horacio de la Peña          | 6-3 6-4             |
| 31. | 1 de octubre de 1990     | Atenas            | Tierra batida | Javier Sánchez Vicario | Tom Kempers Richard Krajicek             | 6-4 6-3             |
| 32. | 7 de enero de 1991       | Auckland          | Dura          | Emilio Sánchez Vicario | Grant Connell Glenn Michibata            | 4-6 6-3 6-4         |
| 33. | 18 de febrero de 1991    | Stuttgart Indoor  | Moqueta       | Emilio Sánchez Vicario | Jeremy Bates Nick Brown                  | 6-3 7-5             |
| 34. | 6 de mayo de 1991        | Hamburgo TMS      | Tierra batida | Emilio Sánchez Vicario | Cassio Motta Danie Visser                | 4-6 6-3 6-2         |
| 35. | 28 de octubre de 1991    | Búzios            | Dura          | Emilio Sánchez Vicario | Javier Frana Leonardo Lavalle            | 4-6 6-3 6-4         |
| 36. | 6 de enero de 1992       | Sídney            | Dura          | Emilio Sánchez Vicario | Scott Davis Kelly Jones                  | 3-6 6-1 6-4         |
| 37. | 4 de mayo de 1992        | Hamburgo TMS      | Tierra batida | Emilio Sánchez Vicario | Carl-Uwe Steeb Michael Stich             | 5-7 6-4 6-3         |
| 38. | 20 de julio de 1992      | Kitzbühel         | Tierra batida | Emilio Sánchez Vicario | Horacio de la Peña Vojtech Flegl         | 6-1 6-2             |
| 39. | 14 de septiembre de 1992 | Burdeos           | Tierra batida | Emilio Sánchez Vicario | Arnaud Boetsch Guy Forget                | 6-1 6-4             |
| 40. | 14 de junio de 1993      | Génova            | Tierra batida | Emilio Sánchez Vicario | Mark Koevermans Greg Van Emburgh         | 6-3 7-6             |
| 41. | 27 de septiembre de 1993 | Palermo           | Tierra batida | Emilio Sánchez Vicario | Juan Garat Jorge Lozano                  | 6-3 6-3             |
| 42. | 11 de octubre de 1993    | Tel Aviv          | Dura          | Emilio Sánchez Vicario | Mike Bauer David Rikl                    | 6-4 6-4             |
| 43. | 1 de noviembre de 1993   | São Paulo         | Tierra batida | Emilio Sánchez Vicario | Pablo Albano Javier Frana                | 4-6 7-6 6-4         |
| 44. | 4 de julio de 1994       | Gstaad            | Tierra batida | Emilio Sánchez Vicario | Menno Oosting Daniel Vacek               | 7-6 6-4             |
| 45. | 7 de noviembre de 1994   | Buenos Aires      | Tierra batida | Emilio Sánchez Vicario | Tomás Carbonell Francisco Roig           | 6-3 6-2             |
| 46. | 1 de mayo de 1995        | Atlanta           | Tierra batida | Emilio Sánchez Vicario | Jared Palmer Richey Reneberg             | 6-7 6-3 7-6         |
| 47. | 30 de octubre de 1995    | Montevideo        | Tierra batida | Emilio Sánchez Vicario | Jiří Novák David Rikl                    | 2-6 7-6 7-6         |

### Finalista en dobles (26)
- 1983:
  - ATP de Aix-en-Provence junto a Iván Camus pierden ante Henri Leconte y Gilles Moretton por 6-2 1-6 2-6 sobre tierra batida.
- 1985:
  - ATP de Múnich junto a Emilio Sánchez Vicario pierden ante Mark Edmondson y Kim Warwick por 6-4 5-7 5-7 sobre tierra batida.
  - ATP de Bastad junto a Emilio Sánchez Vicario pierden ante Stefan Edberg y Anders Järryd por 0-6 6-7 sobre tierra batida.
  - ATP de Palermo junto a Emilio Sánchez Vicario pierden ante Colin Dowdeswell y Joakim Nystrom por 4-6 7-6 6-7 sobre tierra batida.
  - ATP de Viena junto a Emilio Sánchez Vicario pierden ante Mike de Palmer y Gary Donnelly por 4-6 3-6 sobre superficie dura.
- 1986:
  - ATP de Bari junto a Emilio Sánchez Vicario pierden ante Gary Donnelly y Tomáš Šmíd por 6-2 4-6 4-6 sobre tierra batida.
- 1987:
  - ATP de Memphis junto a Emilio Sánchez Vicario pierden ante Anders Järryd y Jonas Svensson por 4-6 2-6 sobre superficie dura.
  - ATP de Milán junto a Emilio Sánchez Vicario pierden ante Boris Becker y Slobodan Zivojinovic por 6-3 3-6 4-6 sobre carpeta.
  - ATP de Múnich junto a Emilio Sánchez Vicario pierden ante Jim Pugh y Blaine Willenborg por 6-7 6-4 4-6 sobre tierra batida.
  - Wimbledon junto a Emilio Sánchez Vicario pierden ante Ken Flach y Robert Seguso por 6-3 7-6 6-7 1-6 4-6 sobre césped.
  - ATP de Madrid junto a Emilio Sánchez Vicario pierden ante Carlos di Laura y Javier Sánchez Vicario por 3-6 6-3 4-6 sobre tierra batida.
  - ATP de São Paulo junto a Emilio Sánchez Vicario pierden ante Gilad Bloom y Javier Sánchez Vicario por 3-6 7-6 4-6 sobre superficie dura.
- 1988:
  - Juegos Olímpicos de Seúl junto a Emilio Sánchez Vicario pierden ante Ken Flach y Robert Seguso por 3-6 4-6 7-6 7-6 7-9 sobre superficie dura.
  - Tennis Masters Cup junto a Emilio Sánchez Vicario pierden ante Rick Leach y Jim Pugh por 4-6 3-6 6-2 0-6 sobre carpeta.
- 1989:
  - ATP de Bari junto a Javier Sánchez Vicario pierden ante Simone Colombo y Claudio Mezzadri por 6-0 3-6 3-6 sobre tierra batida.
  - ATP de Barcelona junto a Tomáš Šmíd pierden ante Gustavo Luza y Christian Miniussi por 3-6 3-6 sobre tierra batida.
- 1990: 
  - ATP de Wellington junto a Emilio Sánchez Vicario pierden ante Kelly Evernden y Nicolás Pereira por 4-6 6-7 sobre superficie dura.
  - ATP de Barcelona junto a Emilio Sánchez Vicario pierden ante Andrés Gómez y Javier Sánchez Vicario por 6-7 5-7 sobre tierra batida.
  - Tennis Masters Cup junto a Emilio Sánchez Vicario pierden ante Guy Forget y Jakob Hlasek por 4-6 6-7 7-5 4-6 sobre superficie dura.
- 1992:
  - ATP de Milán junto a Emilio Sánchez Vicario pierden ante Neil Broad y David Macpherson por 7-5 5-7 4-6 sobre carpeta.
  - ATP de Schenectady junto a Emilio Sánchez Vicario pierden ante Jacco Eltingh y Paul Haarhuis por 3-6 4-6 sobre superficie dura.
- 1993:
  - ATP de Barcelona junto a Emilio Sánchez Vicario pierden ante Shelby Cannon y Scott Melville por 6-7 1-6 sobre tierra batida.
  - ATP de Buenos Aires junto a Emilio Sánchez Vicario pierden ante Tomás Carbonell y Carlos Costa por 4-6 4-6 sobre tierra batida.
- 1994: 
  - ATP de Kitzbühel junto a Emilio Sánchez Vicario pierden ante David Adams y Andrei Olhovskiy por 7-6 3-6 5-7 sobre tierra batida.
  - ATP de Montevideo junto a Emilio Sánchez Vicario pierden ante Marcelo Filippini y Luiz Mattar por 6-7 4-6 sobre tierra batida.
- 1995:
  - ATP de Coral Springs junto a Emilio Sánchez Vicario pierden ante Todd Woodbridge y Mark Woodforde por 3-6 1-6 sobre tierra batida.

### Clasificación en torneos del Grand Slam
| Torneo               | 1995 | 1994 | 1993 | 1992 | 1991 | 1990 | 1989 | 1988 | 1987 | 1986 | 1985 | 1984 | 1983 | 1982 | Títulos |
| -------------------- | ---- | ---- | ---- | ---- | ---- | ---- | ---- | ---- | ---- | ---- | ---- | ---- | ---- | ---- | ------- |
| Abierto de Australia | -    | 2r   | 2r   | 2r   | 1r   | 2r   | -    | -    | -    | -    | -    | -    | -    | -    | 0       |
| Roland Garros        | 2r   | CF   | CF   | 1r   | 3r   | G    | CF   | -    | 2r   | CF   | 1r   | 1r   | 3r   | 1r   | 1       |
| Wimbledon            | -    | 1r   | 1r   | 1r   | -    | -    | -    | 2r   | F    | CF   | 1r   | -    | 2r   | -    | 0       |
| US Open              | SF   | 2r   | 1r   | CF   | -    | 2r   | 2r   | G    | SF   | 1r   | -    | -    | -    | -    | 1       |
| Tennis Masters Cup   | -    | RR   | RR   | SF   | -    | F    | -    | F    | SF   | RR   | -    | -    | -    | -    | 0       |

## Premios, reconocimientos y distinciones
- Medalla de Plata de la Real Orden del Mérito Deportivo, otorgada por el Consejo Superior de Deportes (1994)[1]